# Nitrato di stronzio
Il nitrato di stronzio è un composto inorganico formato dagli elementi stronzio, azoto e ossigeno con la formula Sr(NO3)2. Questo solido incolore viene utilizzato come colorante rosso e ossidante nei prodotti pirotecnici.

## Preparazione

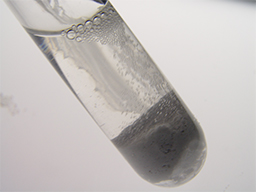
La reazione di acido nitrico e carbonato di stronzio per formare nitrato di stronzio.

Il nitrato di stronzio è tipicamente generato dalla reazione dell'acido nitrico sul carbonato di stronzio.
{\displaystyle {\ce {2HNO3\ +\ SrCO3->Sr(NO3)2\ +\ H2O\ +\ CO2}}}

## Usi
Come molti altri sali di stronzio, il nitrato di stronzio viene utilizzato per produrre una ricca fiamma rossa nei fuochi d'artificio e nei razzi stradali. Le proprietà ossidanti di questo sale sono vantaggiose in tali applicazioni
Il nitrato di stronzio può aiutare ad eliminare e ridurre le irritazioni della pelle. Se miscelato con acido glicolico, il nitrato di stronzio riduce la sensazione di irritazione cutanea in modo significativamente migliore rispetto all'utilizzo dell'acido glicolico da solo.

## Biochimica
Essendo uno ione bivalente con un raggio ionico simile a quello del Ca2+ (rispettivamente 1,13 Å e 0,99 Å), gli ioni Sr2+ hanno una capacità simile a quella del calcio di attraversare i canali ionici selettivi del calcio e innescare il rilascio di neurotrasmettitori dalle terminazioni nervose. Viene quindi utilizzato negli esperimenti di elettrofisiologia.

## Nella cultura popolare
Nel suo racconto A Germ-Destroyer, Rudyard Kipling si riferisce al nitrato di stronzio come l'ingrediente principale del fumigante del titolo.